# Metin Tokat
Metin Tokat (Batman, 1960. május 27. –) török nemzetközi labdarúgó-játékvezető.

## Pályafutása

### Nemzeti játékvezetés
1993-ban lett az I. Liga játékvezetője. Az aktív nemzeti játékvezetéstől 2006-ban vonult vissza.

#### Nemzeti kupamérkőzések
Vezetett Kupa-döntők száma: 2.

##### Török Kupa
| Időpont          | Helyszín                               | Mérkőzés típusa | Mérkőzés                   | Eredmény |
| ---------------- | -------------------------------------- | --------------- | -------------------------- | -------- |
| 2000. május 3.   | Diyarbakır Atatürk Stadion, Diyarbakır | döntő           | Antalyaspor–Galatasaray SK | 3 : 5    |
| 2002. április 3. | Bursa Atatürk Stadion, Bursa           | döntő           | Kocaelispor–Beşiktaş       | 4 : 0    |

### Nemzetközi játékvezetés
A Török labdarúgó-szövetség Játékvezető Bizottsága (JB) terjesztette fel nemzetközi játékvezetőnek, a Nemzetközi Labdarúgó-szövetség (FIFA) 1995-től tartotta nyilván bírói keretében. Több nemzetek közötti válogatott és klubmérkőzést vezetett. A török nemzetközi játékvezetők rangsorában, a világbajnokság-Európa-bajnokság sorrendjében többedmagával a 4. helyet foglalja el 6 találkozó szolgálatával. Az aktív nemzetközi játékvezetéstől 2003-ban búcsúzott. Válogatott mérkőzéseinek száma: 9.

#### Világbajnokság
A világbajnoki döntőhöz vezető úton Spanyolországba a XII., az 1982-es labdarúgó-világbajnokságra és Franciaországba a XVI., az 1998-as labdarúgó-világbajnokságra a FIFA JB bíróként alkalmazta.

##### 1982-es labdarúgó-világbajnokság

###### Selejtező mérkőzés
| Időpont           | Helyszín             | Mérkőzés típusa           | Mérkőzés           | Eredmény | Nézők száma |
| ----------------- | -------------------- | ------------------------- | ------------------ | -------- | ----------- |
| 1981. október 14. | Népstadion, Budapest | előselejtező (4. csoport) | Magyarország–Svájc | 3 : 0    | 65 000      |

##### 1998-as labdarúgó-világbajnokság

###### Selejtező mérkőzés
| Időpont             | Helyszín                       | Mérkőzés típusa           | Mérkőzés                 | Eredmény | Nézők száma |
| ------------------- | ------------------------------ | ------------------------- | ------------------------ | -------- | ----------- |
| 1997. augusztus 20. | Steaua Stadion, Bukarest       | előselejtező (8. csoport) | Románia–Macedónia        | 4 : 2    | 12 000      |
| 1997. október 7.    | Köztársasági Stadion, Chișinău | előselejtező (2. csoport) | Moldova–Lengyelország    | 0 : 3    | 8 000       |
| 1997. november 15.  | Crvene zvezde Stadion, Belgrád | rájátszás (2. mérkőzés)   | Jugoszlávia–Magyarország | 5 : 0    | 48 498      |

#### Európa-bajnokság
Az európai-labdarúgó torna döntőjéhez vezető úton Angliába a X., az 1996-os labdarúgó-Európa-bajnokságra és Belgiumba és Hollandiába a XI., a 2000-es labdarúgó-Európa-bajnokságra az UEFA JB játékvezetőként foglalkoztatta.

##### 1996-os labdarúgó-Európa-bajnokság

###### Selejtező mérkőzés
| Időpont            | Helyszín                  | Mérkőzés típusa           | Mérkőzés               | Eredmény | Nézők száma |
| ------------------ | ------------------------- | ------------------------- | ---------------------- | -------- | ----------- |
| 1995. november 12. | Nemzeti Stadion, Ta’ Qali | előselejtező (5. csoport) | Málta–Fehéroroszország | 0 : 2    | 3 025       |

##### 2000-es labdarúgó-Európa-bajnokság

###### Selejtező mérkőzés
| Időpont         | Helyszín                | Mérkőzés típusa           | Mérkőzés           | Eredmény | Nézők száma |
| --------------- | ----------------------- | ------------------------- | ------------------ | -------- | ----------- |
| 1999. június 9. | Dinamo Stadion, Moszkva | előselejtező (4. csoport) | Oroszország–Izland | 1 : 0    | 33 900      |

#### Nemzetközi kupamérkőzések
Vezetett Kupa-döntők száma: 1.

##### Intertotó-kupa
A nyári labdarúgó tornának több csoportja és több döntője van.
| Időpont             | Helyszín                  | Mérkőzés típusa | Mérkőzés                         | Eredmény | Nézők száma |
| ------------------- | ------------------------- | --------------- | -------------------------------- | -------- | ----------- |
| 1998. augusztus 25. | Lehener Stadion, Salzburg | döntő           | FC Red Bull Salzburg–Valencia CF | 1 : 2    | 9 000       |